# 條紋唇指䱵
條紋唇指䱵（學名：Cheilodactylus fasciatus）為唇指䱵科唇指䱵屬的物種之一。

## 分布
本種分佈於大西洋東南部，包括非洲南部的納比亞至南非夸祖鲁-纳塔尔省沿岸，棲息於水深介於1—120（3—394英尺）的亞熱帶半咸水水域，為底棲魚類。

## 形態
本魚的背鰭硬棘總數介於17至19條、軟棘則介於23至25條；臀鰭硬棘3條、軟棘則9至11條。
本魚個體的一般長度為20.0（7.9英寸），最長可達30.0（11.8英寸）。

## 生態
本魚一般生活在淺水帶的岩石間，但偶爾也出現在120（394英尺）深的水域，主要以小螃蟹、軟體動物、蠕蟲等小型無脊椎動物為食。

## 利用
本魚為經濟魚種。

## 保護狀態
2019年國際自然保護聯盟瀕危物種紅色名錄將本魚評為無危物種。